# Edda-Fries
Der Edda-Fries war ein monumentaler Bilder-Fries mit halbplastischen Darstellungen nordischer Heldensagen nach der Edda. Der in der zweiten Hälfte des 19. Jahrhunderts geschaffene Bilderzyklus galt als das Hauptwerk des hannoverschen Bildhauers Wilhelm Engelhard. Der Fries war umlaufend im ersten Hauptgeschoss der glasüberdachten Halle des ehemaligen Innenhofes der heutigen Leibniz Universität Hannover aufgehängt und wurde 1956 beim Umbau des Universitätsgebäudes zerstört.

## Geschichte und Beschreibung
Der Edda-Fries wurde erstmals als Zeichnung auf Karton auf der Ersten Weltausstellung von 1851 in London gezeigt „und erregte dort allgemeines Aufsehen.“ Für die Ausgestaltung des Werkes zeichnete König Karl von Schweden den Schöpfer des Werkes 1863 mit der Goldenen Medaille für Kunst und Wissenschaft aus und stellte Friedrich Engelhard zudem die Ausführung des Frieses im Schwedischen Nationalmuseum in Stockholm in Aussicht.
Im Auftrag des Königs von Hannover, Georg V., schuf  Engelhard den Edda-Fries dann aber für Schloss Marienburg. Anfangs in Gips ausgeführt, sollte der Fries anschließend in Marmor in dem als Sommerresidenz geplanten Welfenschloss installiert werden. Der Plan konnte durch die Annexion des Königreichs Hannover durch Preußen 1866 zunächst nicht realisiert werden.
1867 fertigte der hannoversche Fotograf Friedrich Wunder 18 Aufnahmen des gesamten Edda-Frieses, die sich heute als großformatige Mappe unter dem Titel Nordisches Heldenleben. Cyclus plastischer Darstellungen nach der Edda. Von Wilhelm Engelhard in der Technischen Informationsbibliothek (TIB) finden. Aus demselben Jahr gelang ein inhaltsgleiches Bildwerk des Fotografen Ernst Alpers aus dem Verlag von Theodor Schulze’s Buchhandlung später in die Sammlung des J. Paul Getty Museums in Los Angeles.
Nach dem Umbau des Welfenschlosses zur Technischen Hochschule wurde der Edda-Fries schließlich im neuen Haupttreppenhaus in der Nord-Süd-Achse des Innenhofes im ersten Hauptgeschoss aufgehängt. Beim Besuch von Kaiser Wilhelm I. 1881 in Hannover ließ sich der Kaiser Engelhards Werk von dem Bildhauer persönlich vor Ort erläutern.
Erst beim Umbau des Gebäudekerns des Welfenschlosses 1956 durch den Architekten Ernst Zinsser wurde „das gesamte Foyer mit dem ‚Edda-Fries‘ einschließlich der [dort ebenfalls aufgestellten, historischen ...] 18 Porträtbüsten vernichtet“.